# Janus August Garde
Janus August Garde (12. december 1823 i Farum - 23. maj 1893 i København) var en dansk søofficer, som i 1869 blev udnævnt til kaptajn. Han er bedst kendt som dansk Guvernør på De vestindiske øer fra 1872-1881. Han er især kendt for sin håndtering af oprørene under Den store ildebrand i Frederiksted, hvor han beordrede militære styrker fra Christiansted til Frederiksted for at drive oprørske arbejdere ud af byen, hvor de havde antændt flere brande. Det retslige efterspil ved lokale standretter førte til, at 12 oprørere henrettedes øjeblikkeligt til skræk og advarsel..". Garde beordrede herefter alle de strejkende arbejdere tilbage til deres arbejde på plantagerne. De, der nægtede, blev officielt erklæret som rebeller. Desuden blev det for alle arbejdere på øen forbudt at forlade deres plantager uden skriftlig tilladelse fra ejeren.
Garde blev fra dansk side kritiseret for sin hårdhændede håndtering af konflikten, men forsvarede sig med:
"Efter hvad der er oplyst, er det mindre Bander, der hurtigt ere voxende i Antal – det antages at der til Slutning var 7 á 8 forskellige Bander – som underforskellige Förere droge om fra Plantage til Plantage og under Feltraabet “our side” bevægede Arbeiderbefolkningen, hyppigt ved Tvang til at stifte Brand. Selve Brandstiftelserne ere blevne foretaget med en forbausende Hurtighed og Færdighed Fruentimmer og Börn deltog virksomt deri.".
Garde modsatte sig den danske regerings ønske om større selvstyre for øerne. Han blev bevilget sin afsked i 1881, og som anerkendelse for sin embedsførelse udnævnt til kammerherre i 1883.